# بينغ ليو
بينغ ليو (بالإنجليزية: Bing Liu)‏ هو عالم حاسوب أمريكي، ولد في القرن العشرين.

## وصلات خارجية
- الموقع الرسمي